# 13729 Nicolewen
13729 Nicolewen eller 1998 RO22 är en asteroid i huvudbältet som upptäcktes den 14 september 1998 av LINEAR i Socorro County, New Mexico.  Den är uppkallad efter Nicole J. Wen.
Asteroiden har en diameter på ungefär 3 kilometer.